# 周大滄
周大滄（Chow Tai Cheong，1951年8月1日—），奧雅納全球軌道業務總監，特許工程師，前港鐵工程總監。

## 生平
周大滄早年於曼徹斯特大學取得電機工程理學士及理學碩士學位，畢業後於新加坡及海外從事鐵路運輸行業逾三十年，曾任新加坡陸路運輸局高級項目及工程總監，2003年到2008年期間出任過龐巴廸倫敦地鐵項目部總裁，於2009年加入港鐵。香港高鐵工程於去年8月港鐵在股東會上宣布，於同年（2013年）由港鐵成立的獨立董事委員會公布第一份有關於廣深港高鐵香港段工程延誤及超支的調查報告中，點名批評的周大滄判斷欠佳，同時宣布董事局與周大滄辭職後達成協議，他將會提早一年於翌月同年日離任現任港鐵工程總監兼董事會成員，2014年4月爆出延誤醜聞至約滿後，年薪酬達990萬元的周大滄宣佈提早於同年10月退休。
其然後，周大滄最受曾爭議的爭議事件中是他在出任港鐵工程總監期間發生的香港高鐵超支延誤事件。負責調查高鐵延誤事件的港鐵獨立非執董委員會，發表報告指周大滄至少錯失四次報告延誤的機會。。他後來又拒絕出席立法會專責委員會聆訊，令委員會對他表示失望。